# ホッタラケの島 〜遥と魔法の鏡〜
『ホッタラケの島 〜遥と魔法の鏡〜』（ホッタラケのしま はるかとまほうのかがみ）は、2009年8月22日に公開された日本のCGアニメーション映画。フジテレビジョン（フジテレビ開局50周年記念作品）、Production I.G製作、東宝配給。興行収入は約3.6億円を記録している。

## 概要
子供のころに大切にしていたものの、いつしか放置されてしまったおもちゃや絵本といった宝物。「ホッタラケの島」は、そうした“ほったらかし”にされた宝物を集めて作られた不思議な“ホッタラケの島”に、不思議なきつね「テオ」の後を追う内に迷い込んでしまった女子高生「はるか（遥）」の冒険が描かれる。
ストーリーのベースは、武蔵野（埼玉県入間郡）に古くから伝わる民話。なくなったものを探すとき、「ハタヤの稲荷」という神社にお参りして卵を供えると、探していたものが帰って来るという不老川流域の言い伝えをプロデューサーと監督が膨らませたオリジナル・ストーリー。2010年10月5日、入間市観光協会から「入間市観光大使」にテオが任命された。また、埼玉県が舞台であるため、埼玉県のマスコット・コバトンがカメオ出演している。
制作のため、製作チームはソフトウェアの開発から始め4年をかけて映画を完成させた。今までにない新しい映像表現を模索し、CGアニメを見事に作り上げている。ピクサー映画ではなく、日本のアニメーションにある暖かさ、可愛い女性の表現に辿り着くまで3年を要している。キャスティングは人間世界は俳優のみ、ホッタラケの島は声優のみで構成されている。また本作の収録はプレスコで行われた。

## ストーリー
高校生の遥は、仕事漬けで自分の相手をしてくれない父と些細なことで喧嘩してしまい、気分転換のために祖母の家がある町にやって来る。そこで遥は、子供の頃に亡くなった母から貰った手鏡をなくしたことに気付き、神社にお参りに行き手鏡を返してほしいと祈る。そこに狐があらわれ、人がほったらかした物をこっそり持ち去る姿を目撃する。狐を追いかけると、神社の裏に不思議な穴があるのを見つける。遥は穴の中に吸い込まれ、狐の世界に迷い込んでしまう。そこで出会ったテオから、狐たちが人がほったらかしにした物を貰い暮らしていることを聞き、手鏡が狐の世界にあるかもしれないと思い、テオと一緒に手鏡を探しにホッタラケの島にやって来る。
遥は鏡を売っているマバロワに手鏡のことを尋ねると、「手鏡は男爵が持っていたが、盗まれて行方不明になった」と聞かされる。がっかりしてマバロワの店を出た遥とテオは、遥が人であることに気付いたピカンタ・ビッキ・デカゴーの三人組に追われ遊園地に逃げ込む。そこで遥は、自分がほったらかしにしていたぬいぐるみのコットンと再会する。初めは険悪な雰囲気だった遥とコットンだったが、三人組から逃げ回る間に打ち解ける。コットンは遥に、手鏡は地下宮殿に住むプチロス盗賊団が持っていることを伝え、三人は地下宮殿に手鏡を探しに行くことになった。その日の夜、マバロワから遥のことを聞いた男爵は、手鏡を取り戻すためテオに取引を持ちかける。
翌日、三人は地下宮殿で手鏡を見つけ出した。しかし、地上に戻った遥は男爵に捕まってしまい、手鏡も取り上げられてしまう。男爵は大量の鏡の力を使ってホッタラケの島を自分好みの島に改造しようと考えており、そのために必要な人の世界の最新の道具を手に入れるため、遥の記憶を消して自分の家来にしようと企んだ。一方、遥を引き渡したことを後悔したテオは、遥を助けるために、ピカンタたち島の住民に協力を頼み、遥から作り方を教えてもらった飛行機を作り、男爵の城に乗り込む。同じ頃、コットンもプチロス盗賊団と共に男爵の城に乗り込んで来た。城内の混乱に紛れて逃げ出した遥は、男爵が作り出したロボット兵に追われ城外に飛び出してしまうが、テオに助け出される。男爵はテオの飛行機を撃ち落そうと攻撃したため飛行機は墜落してしまうが、エンジンの逆噴射を利用して再び飛び上がり、勢い余って男爵の飛行船に衝突してしまい、飛行船は大量の鏡を保管していた巨大電球に激突してしまう。
無事だった遥とテオは、手鏡を取り戻そうと巨大電球の中に入り手鏡を見つけ出すが、追い掛けてきた男爵と一緒に手鏡の中に吸い込まれてしまう。手鏡の中では遥の思い出が映し出されており、その中で遥は母が亡くなった後に必死に自分を支えようとした父の思い出を見つけ、父への誤解を解いた。手鏡の中から脱出した遥とテオだったが、再び追い掛けてきた男爵が銃を乱射して鏡に当ててしまったことで鏡の力が暴走してしまい、巨大電球は大爆発を起こしてしまった。
崩壊した巨大電球と城の瓦礫の中から脱出した遥とテオは、手鏡が無事だったことに喜び、企みが失敗した男爵はその場を逃げ出してしまう。手鏡を取り戻した遥はテオと再会を約束して人の世界に戻り、父の待つマンションに帰って行った。

## 登場キャラクター
遥
声 - 綾瀬はるか、大瀧舞（子供時代）
本作の主人公。明るく活発的かつ繊細な性格。ひょんなことからホッタラケの島に迷い込んでしまう。そこで母の手鏡を探すため、テオと共にホッタラケの島を冒険することになる。
テオ
声 - 沢城みゆき
ホッタラケの島の住民で本作のキーキャラクター。ほったらかしにされた物を集める仕事をしている。偶然出会った遥に頼まれ、一緒に手鏡を探すことになる。飛行機を作って空を飛ぶことを夢見ており、遥に飛行機の作り方を教えてもらう。
コットン
声 - 松元環季
遥にほったらかしにされたヒツジのぬいぐるみ。鏡の欠片を埋め込まれたことによって自我を有している。遊園地のホッタラケシアター内で遥と再会、当初は遥を拒絶するが、遥と和解して冒険に加わる。
遥を助けるためにプチロス盗賊団と共に男爵の城に乗り込むが、男爵に体を引き千切られ自我を失ってしまう。引き千切られた体は遥によって縫い直され、人の世界に持ち帰られた。
遥の母
声 - 戸田菜穂
遥が幼い頃に病死した。
遥の父
声 - 大森南朋
妻を亡くした後、男一手で娘の遥を育てた。現在は仕事で家を空けることが多く、物語の序盤に些細なことで遥と喧嘩してしまう。
美穂
声 - 谷村美月
遥の友人。序盤で遥の住むマンションに遊びに来る。
ピカンタ
声 - うえだゆうじ
ホッタラケの島の住民で三人組のリーダー。テオのことをからかっている。
ビッキ
声 - 甲斐田裕子
ホッタラケの島の住民で三人組の紅一点。
デカゴー
声 - 宇垣秀成
ホッタラケの島の住民で三人組のメンバー。体は大きいがのろまなため、ピカンタにど突かれることが多い。
人形師夫婦
声 - 石住昭彦（夫）、竹村叔子（妻）
ホッタラケの島の住民で、ホッタラケシアターで人形の操作を担当している。
マバロワ
声 - 岡部政明
ホッタラケの島の住民で、鏡などの高級品を取り扱う店の店主。手鏡を探しに来た遥のことを男爵に通報した。
兵士兄弟
声 - 塩屋浩三（兄）、岩崎ひろし（弟）
ホッタラケの島の住民で、男爵の家来。兄の方は細身の長身で気が短く、弟の方は大きな体で力自慢だがおっちょこちょいな性格をしている。
男爵
声 - 家弓家正
ホッタラケの島の住民。城や巨大な飛行船を所有しており、ホッタラケの島で一番偉い存在。鏡の力を使って人間より進化した存在になろうと夢見ており、その手始めとして、人の世界の新製品を手に入れてホッタラケの島を改造しようとしたが、終盤に巨大電球の暴走で乗っていた飛行船が爆発。企みが失敗し、真っ裸で逃げ出した。

## 登場するホッタラケ・アイテム
- ガチャピンのぬいぐるみ
- ムックのぬいぐるみ
- アナログ・レコード
- 電子ブロック
- ミニ四駆
- 蓄音機
- 鏡
- 棒

## スタッフ
- 監督 - 佐藤信介
- 脚本 - 安達寛高、佐藤信介
- 音楽 - 上田禎
- 主題歌 - スピッツ「君は太陽」
- 製作 - 亀山千広、石川光久
- エグゼクティブプロデューサー - 石原隆、石川みちる、高田佳夫、尾越浩文
- プロデューサー - 関口大輔、森下勝司
- 演出 - 塩谷直義
- キャラクターデザイン - 石森連、ヒラタリョウ
- 遥デザインスーパーバイザー - 黄瀬和哉
- ヴィークルデザイン - 竹内敦志
- プロップデザイン - 石森連
- コンセプトデザイン - 宮沢康紀
- CG監督 - 長崎高士
- 美術設定 - 青木薫（ホッタラケの島パート）、加藤浩（現実パート）
- 美術監督 - 野村正信
- コンポジットスーパーバイザー - 田中宏侍
- カラーリングスーパーバイザー - 広瀬いづみ
- 音響監督 - 宇井孝司
- 企画設定協力 - JINCO
- 協力 - 埼玉県入間市、フジテレビ
- 協賛企業 - 西武鉄道
- 制作 - Production I.G
- CG製作 - ポリゴン・ピクチュアズ
- 製作 - フジテレビジョン、Production I.G、電通、ポニーキャニオン
- 配給 - 東宝

## ソフト化
2010年2月26日発売。発売元はフジテレビジョン、販売元はポニーキャニオン。
- ホッタラケの島 〜遥と魔法の鏡〜 DVD ファミリー・エディション（1枚組）
- ホッタラケの島 〜遥と魔法の鏡〜 DVD ほったらかしBOX（3枚組・完全初回限定生産）
- ホッタラケの島 〜遥と魔法の鏡〜 ブルーレイ コレクターズ・エディション（2枚組・完全初回限定生産）

## ノベライズ
2009年8月15日発売。発売元は角川学芸出版。
- ホッタラケの島 〜遥と魔法の鏡〜 角川つばさ文庫（著：行川渉）

## 作品のモデル

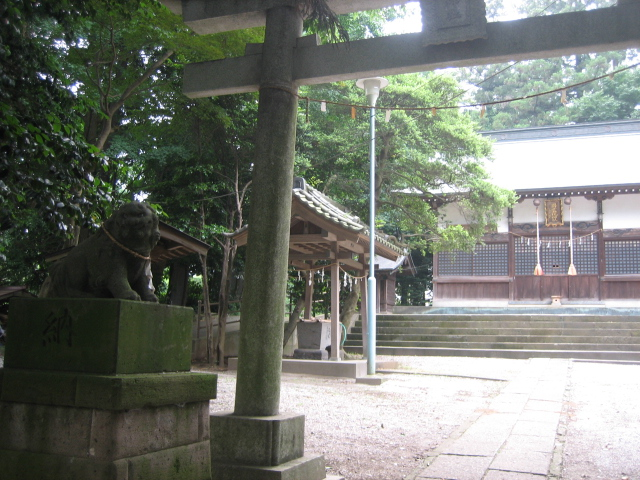
出雲祝神社-1（埼玉県入間市）
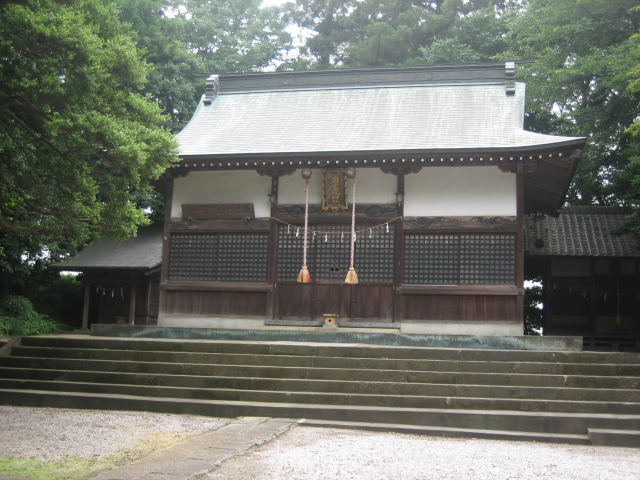
出雲祝神社-2（埼玉県入間市）
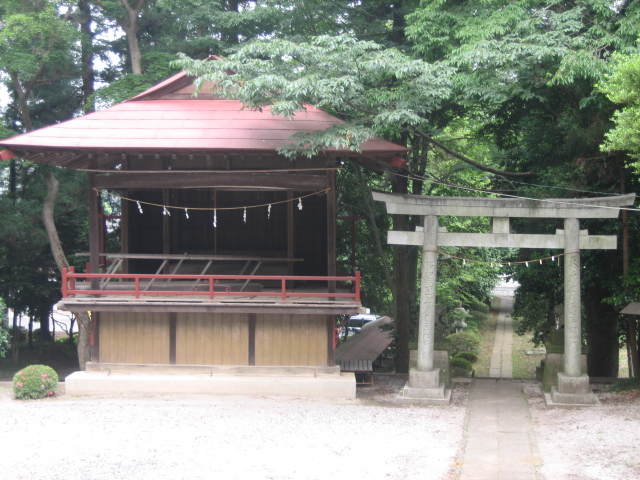
出雲祝神社-3（埼玉県入間市）
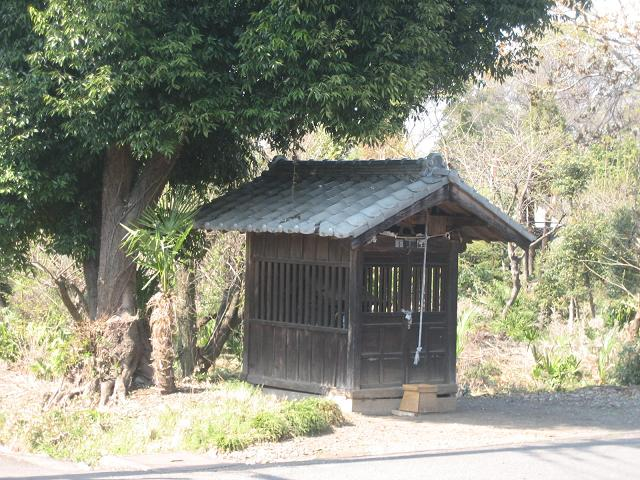
ハタヤの稲荷（埼玉県入間市）

埼玉県入間市にある出雲祝神社、その傍の「ハタヤの稲荷」、不老川などがモデルとなっている。

## 賞歴
- 第33回日本アカデミー賞：優秀アニメーション作品賞[7][8]
- 第9回映像技術賞：アニメ部門映像技術賞[9]
- 第14回ファンタジア国際映画祭：特別賞[10]
- 第14回ソウル国際マンガ・アニメーション映画祭：審査員特別賞[10]
- 第4回Expotoons国際アニメーション映画祭：審査員賞[11]
- 第25回デジタルコンテンツグランプリ：DCAJ会長賞[12]
- 第13回文化庁メディア芸術祭アニメーション部門 審査委員会推薦作品
- 第18回シュッガルド・アニメーション映画祭：公式上映[13]
- 第10回ニッポン・コネクション：ニッポン・シネマ賞

## アトラクション
2009年7月〜8月までお台場で開催されているフジテレビ主催のイベント「お台場合衆国」内に設置されていた。アトラクション名は『ホッタラケの島 遥と島の秘密』。
アトラクションの内容
- ホッタラケの島をイメージしたリアルサイズのセット
- 入間市の小学生が製作した西武鉄道の使用済み切符を使ったポスター展示[14][リンク切れ][15][リンク切れ]
- テオとの写真撮影

## ゲーム

### ホッタラケの島 カナタと虹色の鏡
『ホッタラケの島 カナタと虹色の鏡』は、バンダイナムコゲームスより2009年8月6日に発売されたニンテンドーDS用アクションロールプレイングゲーム。
キャラクターデザインや主人公が『遥と魔法の鏡』と異なるが、舞台は映画同様ホッタラケの島であり、テオも重要キャラクターとして登場する。
特別ゲストとして、『太鼓の達人』に出てくる和田どんと和田かつが出演している。

#### ストーリー
運動会にお母さんが来てくれずカナタはすねていた。お母さんはそんなカナタの機嫌をなおす為、絵本を読んであげたが、『ボクはホッタラケなんだ!』と思っていると突然、本の中の『ホッタラケの島』に迷い込んでしまう。テオの協力を借りて、カナタは元の世界に戻る為に七色のカガミを集める冒険に出る。
冒険の先々で仲間になるおもちゃ“トイズ”を操って困難を乗り越えながら成長していく物語。
登場キャラクター
カナタ - 広橋涼
ひねくれ者の少年で本作の主人公。
テオ - 沢城みゆき
謎の住人 - 稲田徹

### テオのホッタラケ拾い
2009年8月20日からモバゲータウンで映画「ホッタラケの島～遥と魔法の鏡～」とコラボレーションしたミニゲームが提供された。